# Laxton (Northamptonshire)
Laxton is een civil parish in het bestuurlijke gebied East Northamptonshire, in het Engelse graafschap Northamptonshire met 234 inwoners.